# SITA - Società Italiana Trasporti Automobilistici
Pour les articles homonymes, voir Sita.

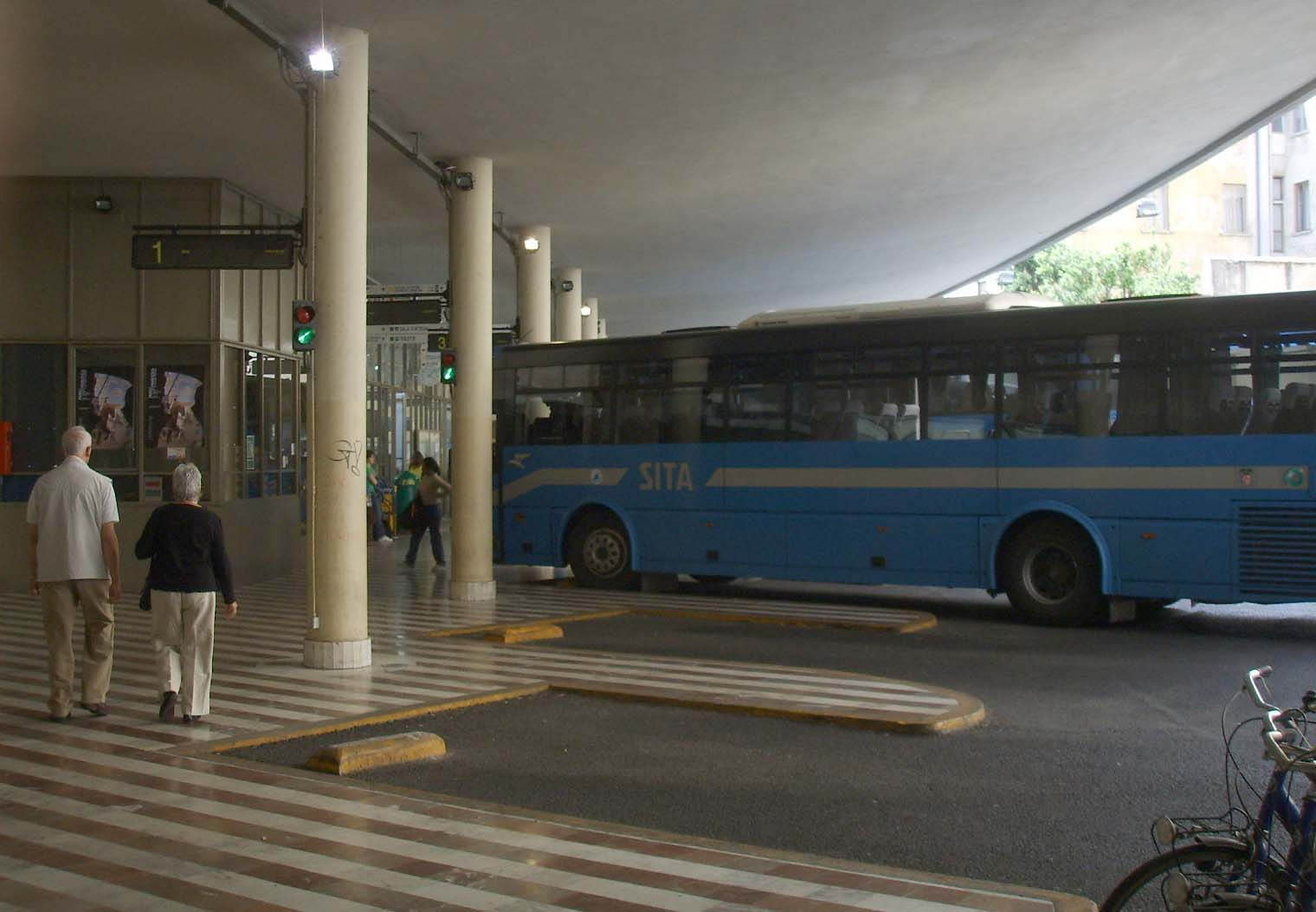
Gare Sita à Florence.

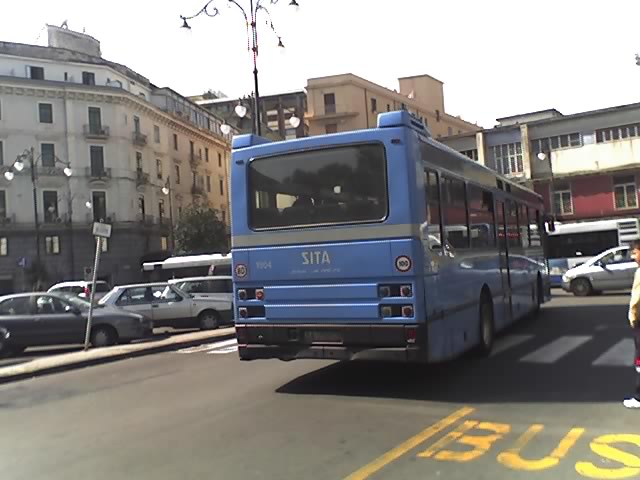
Gare de Salerne.

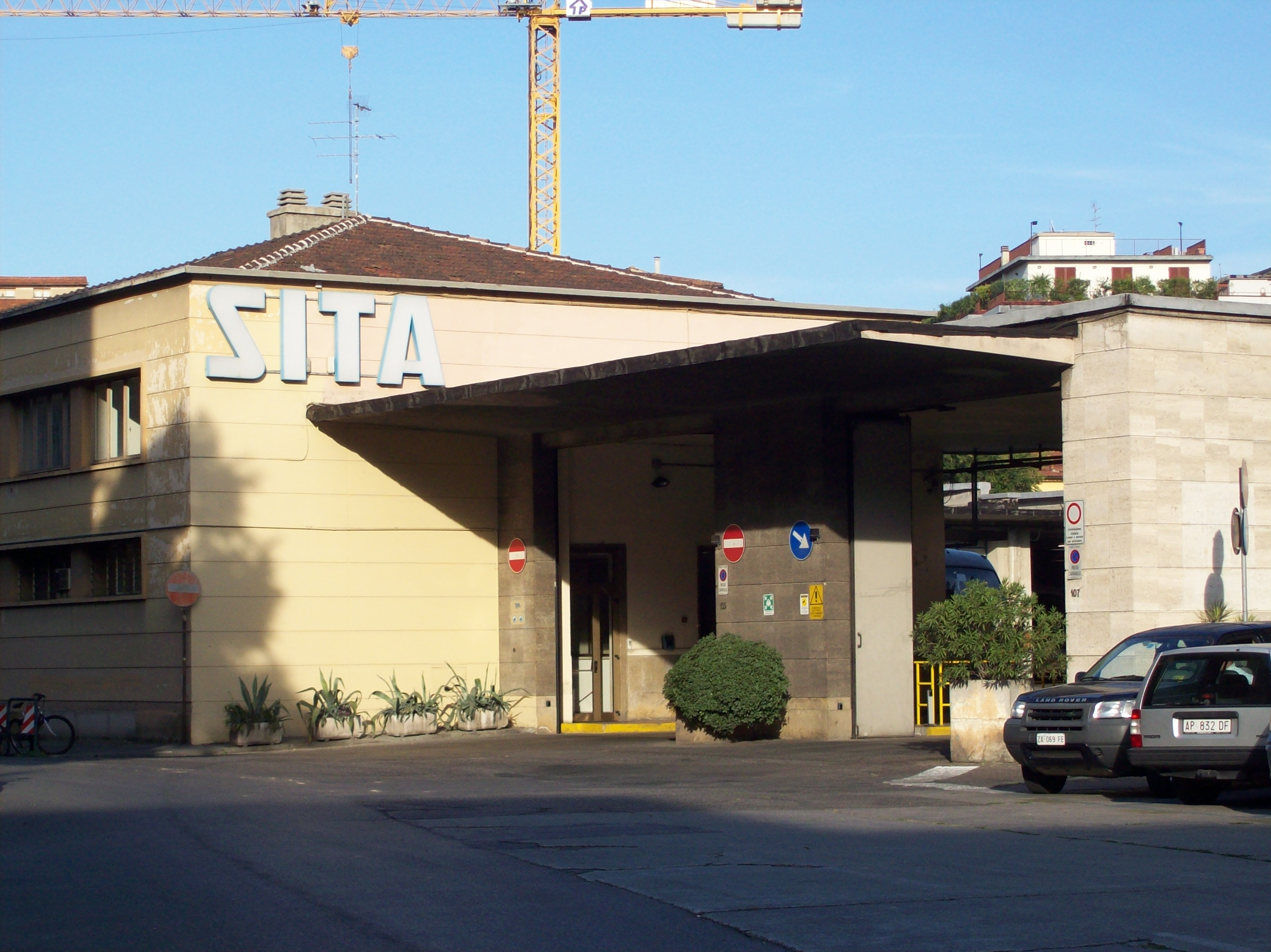
Dépôt et ateliers de Florence.

SITA-SOGIN (ou plus simplement Sitabus) est une société appartenant au groupe public italien de transport ferroviaire Ferrovie dello Stato qui gère le transport public routier des passagers.
La société a son siège social à Florence et dispose de centre directionnels régionaux en Basilicate, Campanie, Pouilles, Toscane, Vénétie et dans le Latium.

## Historique
La société SITA, acronyme de Società Italiana Trasporti Automobilistici, est créée à Turin en 1912, à l'initiative du patron de Fiat, Giovanni Agnelli, et de quelques autres actionnaires minoritaires.
La volonté de son créateur était de démontrer les qualités de confort, de robustesse et de fiabilité des autocars Fiat. Dès le début de l'activité, la société s'implante dans 3 régions : le Piémont au nord, la Toscane au centre et la Basilicate, au sud du pays. La première concession de ligne régulière est inaugurée entre Florence et Sienne le 20 juillet 1913.
En 1920, SITA construit la première gare routière d'Europe à Florence.
Dans les années 1930, à la suite de la politique d'autarcie prônée par Mussolini, Fiat investit beaucoup dans les transports routiers de masse et le tourisme ainsi que dans la construction des autoroutes italiennes. SITA dispose de suffisamment de fonds propres pour racheter un certain nombre de sociétés de transport et constitue un premier réseau national avec des lignes « Grand Tourisme ». Le nombre de chauffeurs salariés arrive à 1516 en 1939.
À partir des années 1960, SITA est présente dans les 17 régions italiennes et dispose de 1 400 autocars Fiat mais commence à subir la concurrence du transport individuel à la suite du « boom » économique et du développement de la motorisation. Fiat décide alors de réduire l'activité de SITA en rétrocédant certaines branches et lignes de transport. 
En 1982, SITA ne sera plus présente que dans quatre régions d'Italie pour assurer le transport public sur les lignes en concession. SITA développera alors les voyages internationaux sur route. 
Le 29 mai 1987, le groupe Fiat cède la société à SOGIN S.r.l., société financière de la famille Vinella, originaire des Pouilles, qui entreprend un vaste programme d'investissement pour moderniser le parc d'autocars et autobus pour améliorer la qualité du service.
Ce moyen de transport entrant dans les objectifs de développement du groupe public italien de transport ferroviaire, à la suite de sa privatisation, en octobre 1993 les Ferrovie dello Stato acquièrent 55 % du capital de SITA-SOGIN et débutent le développement stratégique du transport intégré rail-route. À cette occasion, la société retrouvera les concessions abandonnées de service public.
En décembre 1999, SITA-SOGIN remporte l'appel d'offres pour racheter 49 % du capital de la société Ferrovie Nord Milano Autoservizi, filiale des Ferrovie Nord Milano.
SITA-SOGIN participe à 51 % à la constitution du groupement « Tevere TPL » opérationnel depuis le 1er janvier 2006, qui gère pour le compte de la société des transports publics de Rome, l'ATAC, les lignes externalisées du réseau de transport public local de l'agglomération de Rome.
En 2000, SITA obtient la certification ISO 9001 ainsi que pour tous ses centres régionaux et, en 2002, reçoit la certification selon la norme internationale SA 8000.
A la veille de son premier siècle d'existence, la société SITA met fin à son caractère de société indépendante nationale. Le 19 mai 2011 SITA SpA absorbe SOGIN S.r.L. et donne naissance à 2 nouvelles entités :
- FS Trasporti su Gomma S.r.l. qui prend l'appellation commerciale « Busitalia - Sita Nord »[2] filiale à 100 % de Ferrovie dello Stato. Cette société reprend les activités de SITA en Vénétie, Toscane et Ombrie ainsi que tous les transports ferroviaires de substitution sur le territoire italien,
- Sicurezza e Trasporti Autolinee - Sita Sud S.r.l., Sita Sud, filiale à 100 % de « Fin-Part S.p.A. - Vinella Group » pour la gestion des activités de SITA dans les régions Campanie, Basilicate et des Pouilles[3].

## Voir également